# Jakub Wesołowski
Jakub Bartłomiej Wesołowski (ur. 2 lipca 1985 w Warszawie) – polski aktor teatralny i filmowy, prezenter telewizyjny i dziennikarz.

## Życiorys

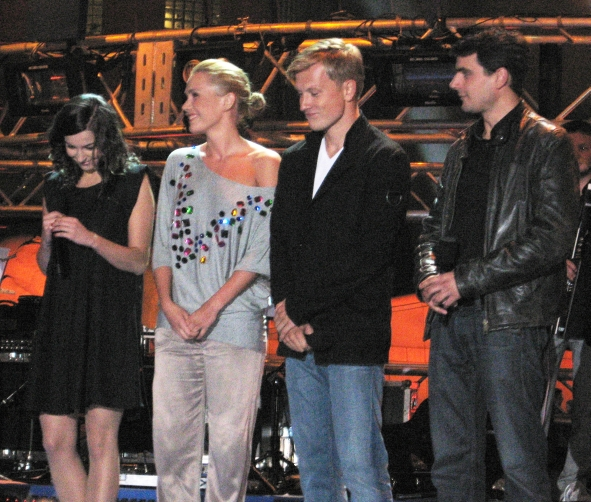
Od lewej: Agnieszka Więdłocha, Olga Bołądź, Jakub Wesołowski oraz Antoni Pawlicki (2009)

Ukończył XXIII Liceum Ogólnokształcące im. Marii Skłodowskiej-Curie w Warszawie oraz magisterskie studia dziennikarskie w Collegium Civitas w Warszawie.
Ogólnopolską rozpoznawalność zapewniła mu rola Igora Nowaka w serialu TVN Na Wspólnej, w którym gra od 2003. Jesienią 2005 w parze z Edytą Herbuś zajął trzecie miejsce w półfinale drugiej edycji programu rozrywkowego Taniec z gwiazdami. W 2006 wystąpił w teledysku do piosenki zespołu Queens „Od A do Zet”.
W latach 2008–2014 odgrywał rolę cichociemnego, Michała Konarskiego w serialu Czas honoru, a w latach 2011–2013 grał komisarza Marka Bromskiego w serialu Komisarz Alex. W lutym 2013 był nominowany do nagrody Wiktora w kategorii Aktor telewizyjny. W 2014 był nominowany do plebiscytu Viva! Najpiękniejsi w kategorii „najpiękniejszy Polak”. W 2016 był opiekunem jednej z drużyn w programie Mali giganci.
W 2010 został współzałożycielem Hotelu Brant wybudowanego w 2013 w podwarszawskim Majdanie. 

## Życie prywatne
W 2014 poślubił Agnieszkę Szczurek. Mają córkę, Różę (ur. 2016)oraz syna Feliksa  (ur. 2024)
Przez pięć lat grał na pozycji bramkarza w klubie piłkarskim Drukarz Warszawa.

## Filmografia

### Filmy i seriale
- od 2003: Na Wspólnej – Igor Nowak
- 2007: Twarzą w twarz – Paweł „Brazyl” Piekarski (odc. 4)
- 2007: Jutro idziemy do kina – Jerzy Bolesławski
- 2007: Dlaczego nie! – Wojtek, kolega Małgosi
- 2008: Rozmowy nocą – Krzysiek, chłopak Weroniki
- 2008: Pora mroku – Michał
- 2008: Niania – Igor Nowak (odc. 92)
- 2008–2013: Czas honoru – Michał Konarski
- 2008: 39 i pół – Karol w sitcomie (odc. 8-10)
- 2009: Kochaj i tańcz – Platon, przyjaciel Wojtka
- 2010: Klub szalonych dziewic – Mikołaj Strabużyński
- 2010: 1920. Wojna i miłość – Bronisław Jabłoński (odc. 1-9, 11-13)
- 2011–2013: Komisarz Alex – komisarz Marek Bromski (odc. 1-32)
- 2013: Tajemnica Westerplatte – Bernard Rygielski
- 2014: Sama słodycz – Tomasz Śniadecki (odc. 5, 11, 13)
- 2014: Czas honoru. Powstanie – Michał Konarski (odc. 1-12)
- 2015–2016: Strażacy – kapitan Rafał Borycki (odc. 1-2, 10-20)
- od 2017: Ojciec Mateusz – doktor Wojciech Schiller, sąsiad, a później partner Kobylickiej
- 2017–2018: O mnie się nie martw – doktor Kuba Jurkowski
- 2019: Za marzenia – Adam Wierzbicki (odc. 15, 17-21, 23-26)
- 2019: Kurier – adiutant generała Sosnkowskiego
- 2020: Zawsze warto – Kamil Michalski vel Radici, mąż Ady
- 2021–2022: Komisarz Mama – Łukasz Idzikowski[10]
- 2022: Negatyw – dziennikarz Walewski
- 2024: Idź przodem, bracie – „Rudy”

### Polski dubbing
- 2005: Kurczak Mały
- 2009: Hannah Montana: Film – Travis Brody
- 2011: Lemoniada Gada – Scott